# Verbandsgemeinde Nassau
La comunità amministrativa di Nassau (Verbandsgemeinde Nassau) era una comunità amministrativa della Renania-Palatinato, in Germania.
Faceva parte del circondario del Reno-Lahn.
A partire dal 1º gennaio 2019 è stata unita alla comunità amministrativa di Bad Ems per costituire la nuova comunità amministrativa Bad Ems-Nassau.

## Suddivisione
Comprendeva 19 comuni:
1. Attenhausen
2. Dessighofen
3. Dienethal
4. Dornholzhausen
5. Geisig
6. Hömberg
7. Lollschied
8. Misselberg
9. Nassau (città)
10. Obernhof
11. Oberwies
12. Pohl
13. Schweighausen
14. Seelbach
15. Singhofen
16. Sulzbach
17. Weinähr
18. Winden
19. Zimmerschied

Il capoluogo era Nassau.